# Biblioteca Popular de la Glorieta de Benito Pérez Galdós
La Biblioteca Popular de la Glorieta de Benito Pérez Galdós es una pequeña biblioteca pública de uso comunitario construida en una estantería de ladrillo y ubicada dentro cerca de la Glorieta de Benito Pérez Galdós en el parque del Retiro de Madrid. Esta biblioteca está integrada dentro del Paisaje de la Luz, un paisaje cultural declarado Patrimonio de la Humanidad el 25 de julio de 2021.

## Descripción
La Biblioteca Popular de la Glorieta de Benito Pérez Galdós es una pequeña biblioteca pública, de uso comunitario, libre y autogestionada, construida en una estantería de ladrillo de estilo modernista. Se encuentra cerca de la Glorieta de Benito Pérez Galdós, cerca de la Fuente del Ángel Caído. 

Se trata de una construcción sencilla, a modo de templete, que se compone por dos pilares que avanzan ligeramente con respecto al cuerpo intermedio, estantería o librería donde se colocan los libros. Este librería se organizaba en dos partes: una superior rematada por un arco rebajado, quedando en su interior tres estantes. Corona este volumen un cuerpo ático con un lápida y el texto en ella:
BIBLIOTECA POPULAR
PÉREZ GALDÓS

AYUNTAMIENTO DE MADRID
y una parte inferior o basamento, en cuyo frente hay una leyenda inscrita sobre el azulejo:
Esta Biblioteca ha sido rehabilitada por
La Feria del Libro de Madrid

mayo de 1994

## Historia

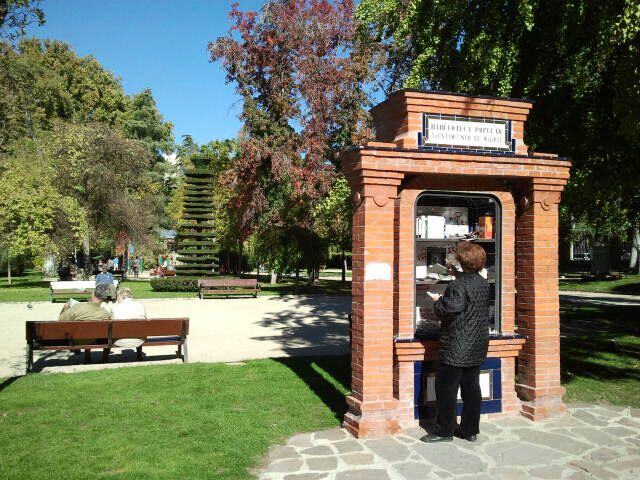
Biblioteca Popular de los Jardines del Arquitecto Herrero Palacios

En 1919, el concejal del Ayuntamiento de Madrid, Ángel Ossorio, discípulo de Antonio Maura, inició la construcción de estas bibliotecas populares para facilitar el acceso de los libros a todos los ciudadanos en espacios públicos, como las que ya existían en Sevilla y otras ciudades europeas. En Madrid, las primeras fueron las del Parque del Oeste y las de El Retiro, llegando a haber hasta seis construcciones de ladrillo de estas características en toda la ciudad antes de la Guerra civil.
Tomando como referente modelos de otras ciudades europeas, se creó el llamado Servicio de Bibliotecas Circulantes y de los Parques de Madrid, bajo la responsabilidad del bibliotecario municipal Victor Espinós Moltó. Dos de estos puntos de lectura, se construyeron en El Retiro para que los paseantes del parque pudieran acceder libremente a los libros y llevárselos en préstamo. En un primer momento fueron abiertas, pero posteriormente se les colocó un cierre metálico y se puso al frente un funcionario para realizar los préstamos. En mayo de 1994, la Feria del Libro de Madrid decidió restaurarla y rehabilitarla.
Este biblioteca o punto de lectura, dedicada al escritor Benito Pérez Galdós, se instaló en octubre de 1919, meses antes de su fallecimiento y cerca de su monumento, los ejemplares de la misma eran la obra del escritor.
En 2022, solo quedan dos de estas bibliotecas y ambas están en El Retiro.